# Angursa lingua
Angursa lingua är en djurart som tillhör fylumet trögkrypare, och som beskrevs av Bussau 1992. Angursa lingua ingår i släktet Angursa och familjen Halechiniscidae. Inga underarter finns listade i Catalogue of Life.